# Площа Енергетиків (Запоріжжя)
Площа Енергетиків — площа в Дніпровському районі міста Запоріжжя, на перетині Гребельної вулиці та бульвара Вінтера.

## Історія
Перша назва «Площа 60-річчя СРСР» була надана 9 грудня 1982 року, на честь 60-річчя створення СРСР, після реконструкції набережної. На площі тоді було встановлено гранітний пам'ятний знак.
19 лютого 2016 року рішенням Запорізької міської ради, перейменована в площу Енергетиків.